# Intoxicación por cocaína
La intoxicación por cocaína se refiere a los efectos negativos y potencialmente mortales de la misma.

## Síntomas

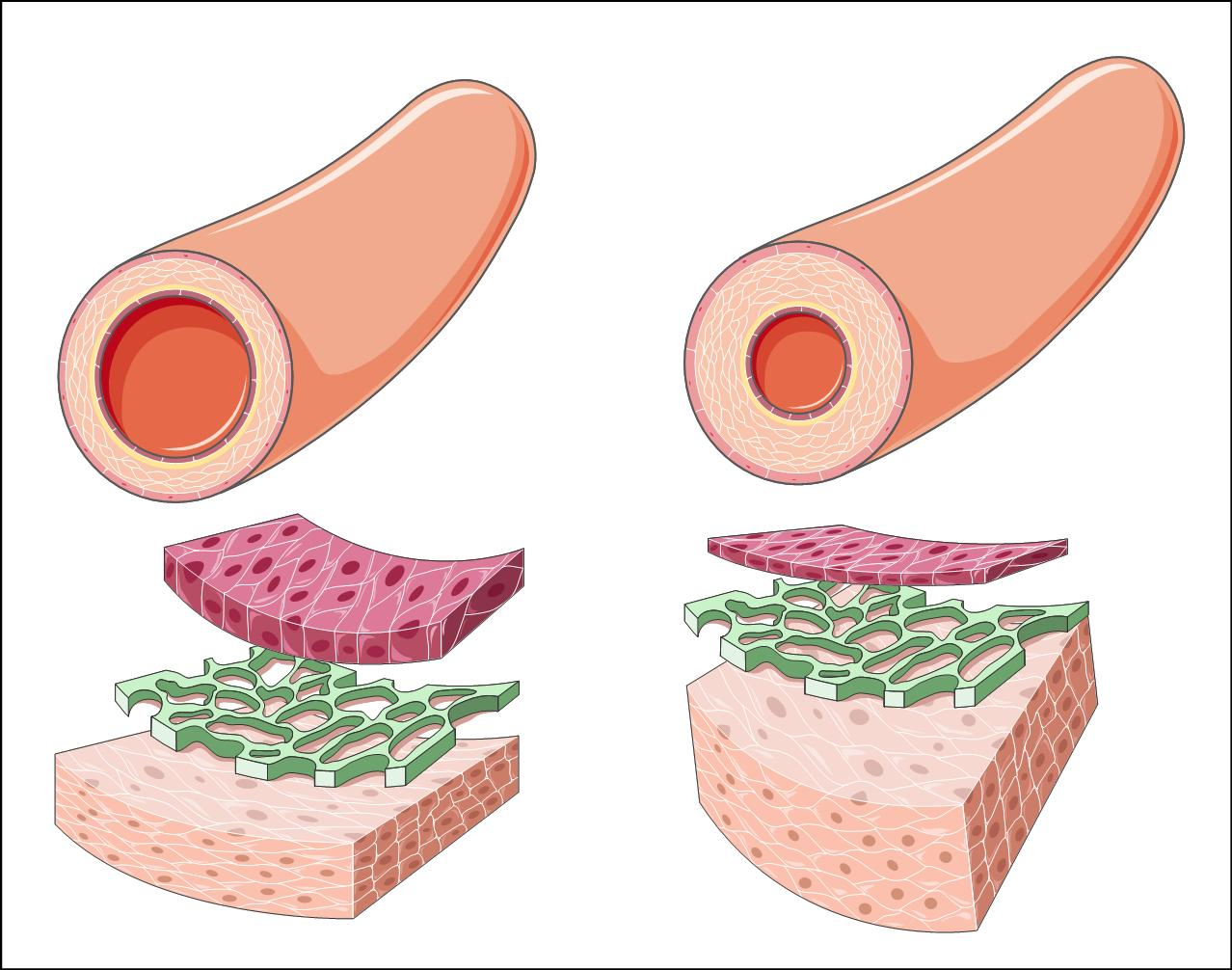
Proceso de remodelado arterial en la hipertensión arterial

Los síntomas suelen aparecer poco después del consumo e incluyen frecuencia cardíaca rápida, presión arterial alta y agitación.
También puede presentarse aumento de la temperatura corporal y sudoración.

### Complicaciones
Entre las complicaciones se encuentran síndrome coronario agudo, convulsiones, accidente cerebrovascular, neumotórax y delirio excitado.

## Causa
La cocaína puede fumarse, inyectarse o inhalarse.  Los efectos comienzan a los 5 segundos cuando se fuma, en un minuto cuando se inyecta y en 5 minutos cuando se inhala.  Estos efectos pueden durar entre 5 a 90 minutos. La toxicidad también puede presentarse por el empaquetamiento corporal o relleno corporal de la Mula (contrabando).

## Diagnóstico
El diagnóstico se puede respaldar con una prueba de orina, que permanece positiva durante uno o dos días después de un solo consumo, y potencialmente semanas con un uso prolongado. Los falsos positivos son poco frecuentes.

## Tratamiento

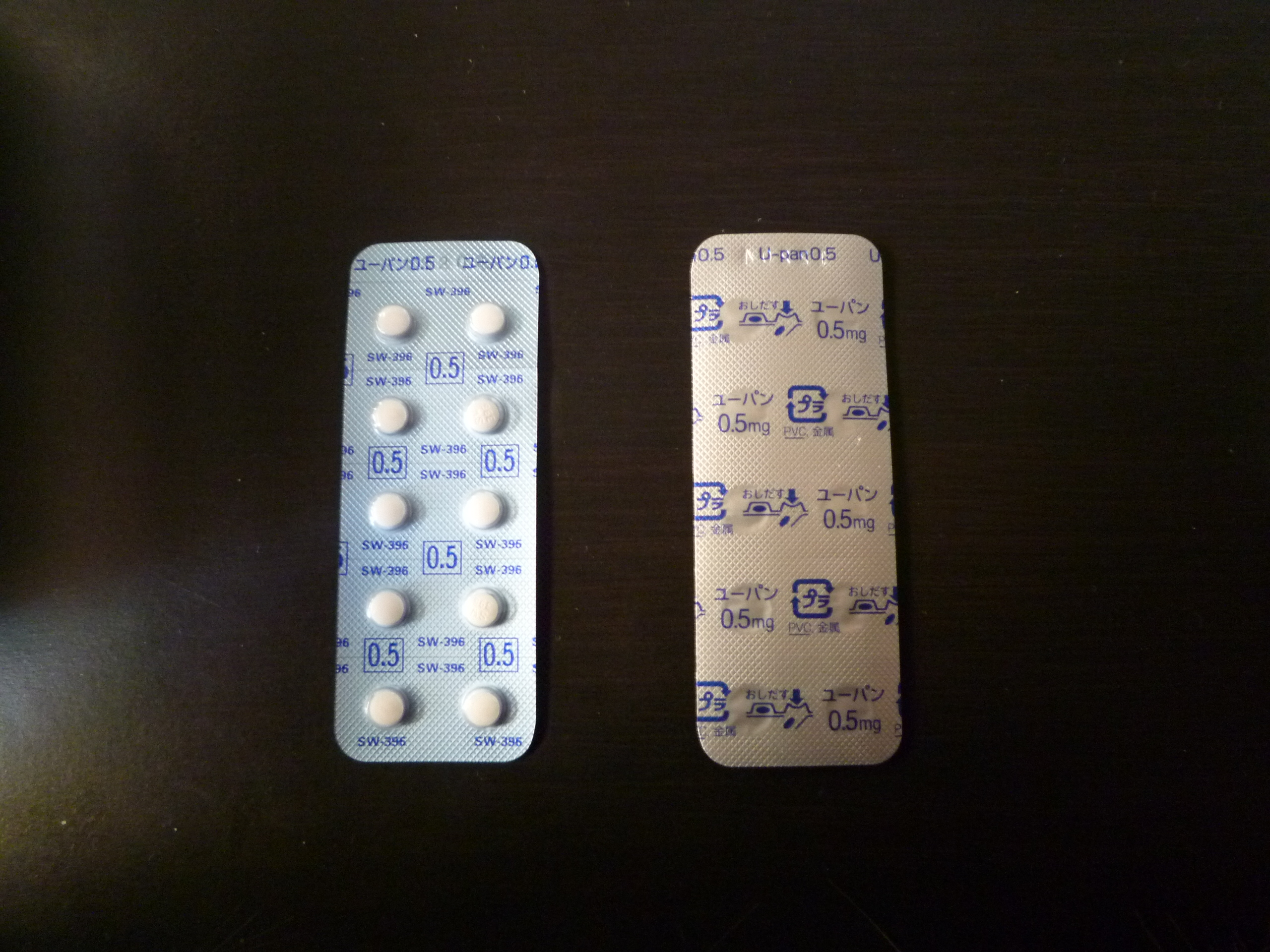
Lorazepam

El tratamiento inicial suele incluir el uso de benzodiazepina como lorazepam o midazolam vía inyectable.
Si la presión arterial alta persiste, puede tratarse con nicardipina, fentolamina o labetalol.
En caso de temperatura corporal alta, puede requerirse técnicas de enfriamiento adicionales.
Se pueden utilizar aspirina y nitroglicerina en pacientes con dolor en el pecho.
Las personas con un complejo QRS ancho o un paro cardíaco pueden ser tratadas con bicarbonato de sodio.

## Frecuencia
En 2018, alrededor de 19 millones de personas consumieron cocaína en todo el mundo, más comúnmente en América del Norte y Europa Occidental.  En Estados Unidos, alrededor de medio millón de episodios relacionados con el consumo de cocaína requirieron atención en un servicio de urgencias durante 2011. Dicho consumo estuvo involucrado en 15.900 muertes en 2019. La intoxicación por cocaína puede ser letal. Frecuentemente, la cocaína se mezcla con levamisol, lo que puede provocar un bajo recuento de glóbulos blancos y vasculitis.